# Insieme a Parigi
Insieme a Parigi (Paris - When It Sizzles) è un film del 1964, diretto da Richard Quine, con Audrey Hepburn, William Holden e Tony Curtis.
La sceneggiatura di George Axelrod è basata sul film Henriette (La fête à Henriette) (1952), diretto da Julien Duvivier.
Secondo il figlio dell'attrice protagonista Sean Hepburn Ferrer questo era il film più amato dalla Hepburn. Nel film appaiono in un cameo anche l'attore statunitense Mel Ferrer (al tempo marito della Hepburn) e l'attrice tedesca Marlene Dietrich qui in una delle sue ultime apparizioni in un film.

## Trama
Richard Benson è uno sceneggiatore dongiovanni che è stato pagato per scrivere una sceneggiatura per il suo principale Alexander Meyerheim. Sicuro di poter sbrigare il lavoro in poco tempo, Benson perde tempo e, a tre giorni dalla consegna, si ritrova con ancora tutto il testo da scrivere. Per farsi aiutare, lo scrittore assume una dattilografa a tempo, Gabrielle Simpson. I due passano il fine settimana a scrivere. La sceneggiatura ha come titolo "La ragazza che rubò la Torre Eiffel".
Mentre la sceneggiatura va avanti, il film ci mostra, come fossero episodi, i personaggi e la loro storia che scaturiscono dall'immaginazione di Benson, come vissuti dallo scrittore stesso e da Gabrielle.
Si svolgono, così, due storie parallele. Una è quella di Benson e Gabrielle, l'altra è quella di Gabi e Rick, i due personaggi della storia che lo sceneggiatore sta scrivendo. Come nella sceneggiatura i due personaggi si avvicinano, alla fine, anche i due personaggi "reali", scrittore e dattilografa, finiranno per innamorarsi.

## Curiosità
- «Mi ricordo il giorno del mio arrivo all'aeroporto di Orly per Insieme a Parigi. Sentivo i miei passi echeggiare contro le pareti del corridoio di transito, proprio come un condannato percorre a piedi l'ultimo miglio. Ho capito che dovevo affrontare Audrey e il mio bere. Non credevo di poter gestire entrambe le situazioni». (William Holden in William Holden:... A Biography Michelangelo Capua Jefferson, NC:... McFarland & Co., 2010)
- Il film è un insieme di riferimenti alla vita artistica e privata dei due principali interpreti.
- la canzone That Face fa il verso alla canzone Funny Face in Cenerentola a Parigi.
- Il film fu girato in concomitanza con Sciarada, interpretato sempre dalla Hepburn, e in effetti è possibile riconoscere molte location comuni, come ad esempio la scena dei burattini presente in entrambi i film.
- Il nome della protagonista Gabrielle è lo stesso della protagonista di La storia di una monaca (The Nun's Story) anch'esso interpretato dalla Hepburn, inoltre Gabi è il diminutivo con cui il padre del personaggio di questo film chiama Suor Lucia.
- Mel Ferrer, all'epoca marito della Hepburn, compare in due cammei: alla festa sulla Torre Eiffel come Dr. Jekyll e Mr. Hyde e come autista di polizia vicino alla fine del film; in un altro cammeo di pochi secondi, compare Marlene Dietrich che scende da un'auto di lusso bianca (prima una Rolls-Royce, poi William Holden decise che doveva essere una Bentley) ed entra nel negozio di Christian Dior.
- Nel film Holden fa riferimento a Pigmalione, dal cui adattamento è stato girato il film My Fair Lady, nel quale recita la Hepburn. Nelle prime scene compare con una gabbia uguale alla gabbia di My Fair Lady che Eliza lasciò nel suo seminterrato.
- Sempre Holden, quando descrive la scena della Torre Eiffel dice: «Inevitabile scena di ricevimento così cara al cuore di ogni regista in ogni parte del mondo, siamo in estate e la vita è dolce, la colazione è da Tiffany e tutti se la godono» in un solo colpo Axelrod fa riferimento a due film La dolce vita e Colazione da Tiffany, quest'ultimo interpretato dalla Hepburn che contengono una scena di ricevimento mondano.
- Un'altra citazione di Colazione da Tiffany riguarda l'allusione ad un gatto fradicio di pioggia, una delle scene finali di quel film.
- George Axelrod sceneggiatore del film fa dire a Holden: «La nostra Gabi è precisamente quel fidatissimo e comodissimo personaggio con cui non si può sbagliare per male che uno possa scrivere di tutta la letteratura popolare, la prostituta dal cuore d'oro», altro chiaro riferimento a Holly di Colazione da Tiffany di cui Axelrod stesso è autore e continua "no a dire il vero la "P" col "C" d'oro è al secondo posto, in testa c'è Frankenstein, certo, un essere che crea o ricostruisce un altro essere umano e, o se ne innamora oppure lo distrugge" riferimento a My Fair Lady.